# Chad en los Juegos Olímpicos de Atenas 2004
Chad estuvo representado en los Juegos Olímpicos de Atenas 2004 por una deportista femenina que compitió en atletismo.
El portador de la bandera en la ceremonia de apertura fue el atleta Brahim Abdoulaye. El equipo olímpico chadiano no obtuvo ninguna medalla en estos Juegos.